# Kathlamet
Le kathlamet était une langue chinook parlée dans l’Oregon et l’État de Washington aux États-Unis d’Amérique. Morte par le décès de Florence Maborie

## Sources
- (en) Franz Boas, Kathlamet texts, Washington, Government Printing Office, 1901 (lire en ligne)
- (en) Dell H. Hymes, The language of the Kathlamet Chinook, Indiana University, 1955